# Dojang
Een dojang is een zaal waarin men oefent in Koreaanse zelfverdedigingskunsten of vechtsporten zoals taekwondo, hapkido, tangsoodo (tangsudo) en hankido. Maar ook in een Koreaanse boeddhistische tempel wordt de plek waar meditatie en religieuze oefening plaatsvindt, de dojang genoemd.

## Betekenis
Het Chinese karakter voor Do betekent weg of pad, en jang betekent plaats. Het woord dojang betekende daarom letterlijk iets als de plaats waar men de weg leert. Dit kan dus de weg (methode) zijn van een vechtkunst, maar dus ook de weg van het Koreaanse Son Boeddhisme.

## Aankleding
De dojang heeft vaak, wanneer dit nodig wordt geacht, een speciale mat waarop het vallen en valbreken geoefend kan worden. Terwijl in Japanse dojo's vaak een portret van een grootmeester zal hangen, is dit in een Koreaanse dojang niet gebruikelijk. Wel zal er vaak de Koreaanse vlag hangen. In een Boeddhistische dojang zijn uiteraard vaak attributen aanwezig voor het uitoefenen van meditatie of andere oefeningen.

## Gebruik
De term dojang kan op diverse manieren gebruikt worden. Vaak wordt het woord dojang samengevoegd met de naam van een vechtkunst om zo meer duidelijkheid te geven. Een dojang waar bijvoorbeeld hapkido wordt beoefend, wordt dan ook een hapkidojang genoemd.
Dojang duidt overigens alleen op de plek waar de oefening plaatsvindt, en dus niet op het gehele gebouw. Een dojang waar vechtkunsten worden beoefend, bevindt zich vaak in een Chae Yuk Kwan (체육관). Een Boeddhistische dojang bevindt zich meestal in een tempel.

## Andere betekenissen
Een andere betekenis van het woord dojang (hanja: 圖章) is die van stempel of zegel. Gebruikt bij het 'ondertekenen' van officiële documenten en contracten. Ook een zwaardsmid wordt dojang (hanja: 刀匠) genoemd.